# Pan de Peace!
Pan de Peace! (パンでPeace!? lett. "Pace attraverso il pane!") è un manga yonkoma scritto e disegnato da Emily, serializzato sul Comic Cune di Media Factory dal 27 agosto 2014. Un adattamento anime, prodotto da Asahi Production, è stato trasmesso in Giappone tra il 3 aprile e il 26 giugno 2016.

## Trama
Minami Tani è una ragazza con la testa fra le nuvole che ama mangiare pane a colazione. Da poco liceale, Minami va sempre alla ricerca di cibi cotti insieme ad alcune sue compagne di classe: l'affidabile Yū, la pasticcera Fuyumi e l'indipendente Noa.

## Personaggi
Minami Tani (谷 みなみ?, Tani Minami)
Doppiata da: Ibuki Kido
Yuu Aizawa (逢沢 ゆう?, Aizawa Yū)
Doppiata da: Erii Yamazaki
Fuyumi Fukagawa (深川 ふゆみ?, Fukagawa Fuyumi)
Doppiata da: Moe Toyota
Noa Sakura (佐倉 のあ?, Sakura Noa)
Doppiata da: Nichika Ōmori
Ami Sakura (佐倉 あみ?, Sakura Ami)
Doppiata da: Natsuko Hara
Mai Kawai (河合 まい?, Kawai Mai)
Doppiata da: Madoka Asahina
Mana Kawai (河合 まな?, Kawai Mana)

## Media

### Manga
Il manga, scritto e disegnato da Emily, è stato serializzato sul Comic Cune di Media Factory dal 27 agosto 2014 al 27 novembre 2017. Il primo volume tankōbon è stato pubblicato il 27 agosto 2015 e al 27 marzo 2017 ne sono stati messi in vendita in tutto quattro.

#### Volumi
| Nº | Data di prima pubblicazione | Data di prima pubblicazione | Data di prima pubblicazione |
| Nº | Giapponese                  | Giapponese                  |                             |
| -- | --------------------------- | --------------------------- | --------------------------- |
| 1  | 27 agosto 2015              | ISBN 978-4-04-067744-6      |                             |
| 2  | 26 marzo 2016               | ISBN 978-4-04-068160-3      |                             |
| 3  | 27 ottobre 2016             | ISBN 978-4-04-068618-9      |                             |
| 4  | 27 marzo 2017               | ISBN 978-4-04-069103-9      |                             |

### Anime
Annunciato sul primo volume del manga il 27 agosto 2015, un adattamento anime, prodotto da Asahi Production e diretto da Hatsuki Tsuji, è andato in onda dal 3 aprile al 26 giugno 2016. La sigla di apertura è Seishun wa tabemono desu (青春は食べ物です? lett. "La gioventù è cibo") delle petit milady. In tutto il mondo, ad eccezione dell'Asia, gli episodi sono stati trasmessi in streaming in simulcast, anche coi sottotitoli in lingua italiana, da Crunchyroll.

#### Episodi
| Nº | Titolo italiano Giapponese 「Kanji」 - Rōmaji                                       | In onda        | In onda |
| Nº | Titolo italiano Giapponese 「Kanji」 - Rōmaji                                       | Giapponese     |         |
| 1  | Ho trovato delle amiche di pane 「パン友ができました」 - Pan-tomo ga dekimashita    | 3 aprile 2016  |         |
| 2  | Questa è un'arma 「これは武器」 - Kore wa buki                                      | 10 aprile 2016 |         |
| 3  | Panetteria Fuwa Fuyu 「ふわふゆベーカリー」 - Fuwa Fuyu bēkarī                      | 17 aprile 2016 |         |
| 4  | Alla ricerca del panino miraggio 「幻のパンを求めて」 - Maboroshi no pan o motomete | 24 aprile 2016 |         |
| 5  | Il sogno di Yuu 「ゆうちゃんの夢」 - Yū-chan no yume                                | 1º maggio 2016 |         |
| 6  | La dieta di Fuyumi 「ふゆみちゃんダイエット」 - Fuyumi-chan daietto                 | 8 maggio 2016  |         |
| 7  | Noa ha il raffreddore! 「風邪ひき！のあちゃん」 - Kazehiki! Noa-chan                | 15 maggio 2016 |         |
| 8  | La nuova panetteria 「新しいパン屋さん」 - Atarashii pan'ya-san                     | 22 maggio 2016 |         |
| 9  | Il festival culturale 「文化祭」 - Bunkasai                                         | 29 maggio 2016 |         |
| 10 | Una ragazza interessante 「気になる人」 - Kininaru hito                             | 5 giugno 2016  |         |
| 11 | Let's Swim 「レッツスイミング」 - Rettsu Suimingu                                   | 12 giugno 2016 |         |
| 12 | Una giornata alla casa al mare 「別荘でお泊まり会」 - Bessō de otomarikai           | 19 giugno 2016 |         |
| 13 | Pan de Peace! 「パンでPeace!」 - Pan de Peace!                                      | 26 giugno 2016 |         |